# Д'Овидио, Франческо
Франческо Д’Овидио (итал. Francesco D'Ovidio; 5 декабря 1849, Кампобассо, Молизе, Королевство Италия — 24 ноября 1925, Неаполь) — итальянский филолог и литературный критик, профессор романской филологии в Неапольском университете. Четыре раза номинировался на Нобелевскую премию по литературе.

## Биография
Учился в Высшей нормальной школе в Пизе. Продолжил образование в университетах Пизы и Неаполя. В 1870 году стал профессором романской филологии в Неапольском университете.
Член Сената Итальянского королевства.
Многочисленные работы Ф. Д’Овидио, филологического и историко-литературного содержания, обнаруживающие большую эрудицию и выдающийся критический талант, частью собраны в «Saggi critici» (1879).
Автор работ «Dell’origine dell’unica forma flessionale del nome italiano» (1872), «Il vocalismo tonico italiano» (1878), «Storia della letteratura latina» (1879), «Grammatica spagnuola» (1879), «Grammatica portoghese» (1881), «Il Tasso e la Lucrezia Bendidio Machiavelli» (1882) и др.